# Обнажённое солнце
«Обнажённое солнце» (англ. The Naked Sun) — роман Айзека Азимова, являющийся продолжением «Стальных пещер». Книга была впервые опубликована в 1956 году.
Повесть входит в цикл «Детектив Элайдж Бейли и робот Дэниел Оливо».

## Сюжет
Детектива Элайджа Бейли приглашают в один из внешних миров — Солярию, где произошло загадочное убийство. Перед отбытием его вызывает высокопоставленный чиновник, Секретарь Минник, и объясняет что напряжения между Землей и мирами космонитов приближаются к критической точке, а открытый конфликт может закончиться только одним — гибелью Земли, поэтому Бейли обязан выявить слабые места космонитов. Бейли опасается ответственности, не говоря уже о сильном страхе открытого пространства, но вынужден лететь.
Прибыв на планету, Элайдж Бейли встречает своего старого знакомого — робота Дэниела Оливо, в паре с которым они приступают к расследованию. Солярия отличается изолированностью жителей друг от друга: население планеты составляет всего двадцать тысяч, и каждый человек (или супружеская пара) живет в собственном огромном поместье. С детства люди растут в окружении роботов, взрослыми людьми личные контакты воспринимаются как нечто неприличное и являются весьма тяжелым испытанием. Фактически, личный контакт приемлем в случае либо визитов врача, либо контактов между супругами в целях продолжения рода. И то, и другое крайне редко. Во всех иных случаях контакты допускаются только зрительные — голографическая связь, фактически неотличимая от реальности. На каждом поместье имеются в среднем по десять тысяч роботов, освобождающих людей от труда. Неподготовленность жителей к убийству вынуждает их согласиться с предложением пригласить землянина.
Убитый — Рикэн Дельмар (англ. Rikaine Delmarre) — был убит тупым предметом. Таким образом, единственный подозреваемый — его вдова, Гладия. Она отрицает свою вину, но убитый был порядочным солярианином, и никогда бы не подпустил кого-нибудь третьего на расстояние вытянутой руки. Обвинительному заключению мешает только одно: не обнаружено орудия убийства. Гладия оказывается очень привлекательной физически и ведет себя так, что подтверждает сильные подозрения Дэниэла. Например, она показывается Бейли по голографической связи обнаженной.
На месте преступления, кроме тела, был обнаружен робот. К сожалению, он не мог быть допрошен; при виде убийства, которое он не смог предотвратить, его мозг полностью и безнадежно перегорел.
При встрече с Ханнисом Груэром, главой Безопасности Солярии, Бейли спрашивает, зачем его вообще вызвали. Улик нет, и вряд ли они могут появиться. Груэр сообщает, что расследование было только предлогом. Рикэн перед смертью говорил, что напал на следы заговора, угрожающего всему человечеству. Но они не успевают обсудить детали. Груэр хватается за горло и падает на пол. Вода, которую ему налили, отравлена. Его удается спасти, но в дальнейших событиях он участия не принимает.
Бейли удается получить от заместителя Груэра разрешение на личные контакты с солярианами. Он встречается с единственным социологом планеты, Ансельмо Квемотом, а затем отправляется на бывшее место работы Рикэна — централизованный комплекс выращивания детей. Там на него совершается покушение: подросток пускает в него отравленную стрелу, не попадая исключительно из-за предупреждения ассистентки Дельмара. Выясняется, что стрелу ему дал робот, сказав при этом, что Бейли — землянин, низшее существо, которому не место на Солярии.
После этого Бейли связывается с первым роботехником планеты, Джотаном Либигом, и обсуждает вопрос о возможности убийства роботами. Как он указывает, Первый Закон Роботехники не дает гарантии от непреднамеренного вреда, а значит, человеку нужно просто разделить действия между несколькими роботами, так чтобы они не видели полной картины. Либиг соглашается что такое, в принципе, возможно. В случае с Рикэном, правда, это неприменимо, робот мог по неведению насыпать в воду яд, но размозжить «по неведению» голову человека — никак.
Последний визит Бейли — к Гладии. Там она признается ему, что обстоятельства убийства не такие, как она утверждала раньше. Она присутствовала на месте убийства, но сам момент не помнит. Бейли с Гладией выходят наружу, где от приступа агорафобии Бейли становится плохо, и он чуть не тонет в пруду. Его спасает подоспевший Дэниел.
Дэниел, как выясняется, имеет собственный ответ на вопрос орудия убийства. Он считает, что его забрал доктор Алтим Тул, биологический отец Гладии, который прибыл на место преступления первым. Бейли отвергает эту версию. Он говорил с Тулом, когда тот лечил Груэра; это старый человек, у которого явно не хватает выдержки для такого плана. К тому же семейные связи на Солярии практически отсутствуют, и Тул разве что чувствует гордость, в связи с тем что сумел зачать ребенка в очень позднем возрасте. Случайная реплика Дэниела проясняет для него ситуацию.
На следующий день Бейли устраивает телеконференцию. Там он объявляет, что Рикэна мог убить любой человек. Подойти к нему мог кто угодно, надо было только заявить ему, что это зрительный, а не личный контакт. Но зачем было забирать орудие убийства? Если бы его оставили на месте, никому бы не пришло в голову усомниться в виновности Гладии. Значит, орудие оставили на месте преступления. Им являлась съемная рука робота, в пользу чего говорит тот факт, что робот, наливший Груэру отравленную воду, пострадал значительно меньше, хотя не был пассивным свидетелем, значит, тем более им не был робот в комнате Дельмара.
Все эти попытки убийства требуют значительных познаний в роботехнике. У Гладии их не было, соответственно, вместо неё главным подозреваемым становится Либиг. На основании неосторожных высказываний во время вчерашнего разговора Бейли заявляет, что тот работал над полностью роботизированными боевыми кораблями, с помощью которых планировал завоевать все планеты человечества.
В этот момент к Либигу прибывает Дэниел с инструкцией задержать роботехника и провести обыск. Либиг, ненавидящий личный контакт сильнее других соляриан (последний личный контакт он имел в пятилетнем возрасте), от страха признается в преступлениях и принимает яд.
Бейли рекомендует Гладии эмигрировать на Аврору, планету Дэниела. Во время расследования он заметил, что ее отвращение к личному контакту очень слабо для солярианки. Фактически, у нее имеется едва подавляемый интерес к мужскому полу, с которым ей вряд ли место на Солярии.
Вернувшись на Землю, Бейли признается Миннику, что отправил Гладию на Аврору по еще одной причине — отвлечь от неё внимание. Останься она подольше, люди могли бы понять, что удар Рикэну не мог нанести Либиг. Он только приказал роботу передать Гладии свою руку, когда она, во время ссоры с мужем, дойдет до предела ярости. Не считая ее морально ответственной, Бейли решил умолчать об этом.
Когда Минник возвращается к вопросу о слабых местах космонитов, Бейли говорит, что у Солярии такие места очевидны (нет содействия между людьми), но у остальных миров их может и не быть. Очевидный выход для Земли — начать новую волну колонизации, которая сделает их сильнее, и избавит планету от основной проблемы — перенаселенности.

## Критика и отзывы
Станислав Лем отмечал, что Азимов явно позаимствовал разделение людей в будущем из «Машины времени» Уэллса: подземные земляне — это морлоки, а космониты, ведущие в своих «автоматизированных» имениях жизнь квазиаристократов в окружении прислужников-роботов — элои.

## Экранизации
В Англии роман был экранизирован в передаче "Из неизвестного" в 1969 году. К сожалению, эпизод был утерян, и на данный момент он существует лишь в виде реконструкции.
В СССР на Ленинградском телевидении в 1978 году режиссёром Владимиром Латышевым был поставлен трёхсерийный телеспектакль «Последняя альтернатива» по мотивам «Обнажённого солнца» со Светланой Крючковой, И. Комаровым, Г. Васильевым, М. Даниловым в главных ролях.